# Dario Alejandro Gasco
Dario Alejandro Gasco (20 de janeiro de 1987) é um ciclista argentino e medalhista pan-americano no Rio 2007.
Nos Jogos Olímpicos de Pequim, em 2008, terminou em 27º lugar na competição de cross-country para homens.